# Jan Carstenszoon
Jan Carstenszoon   (Emden) o més habitualment Jan Carstensz, fou un explorador neerlandès del segle xvii. El 1623 va rebre l'encàrrec de la Companyia holandesa de les Índies Orientals de dirigir una expedició a la costa sud de Nova Guinea i més enllà, per fer un seguiment dels informes de terres vistes més al sud en els viatges fets per Willem Janszoon el 1606 a bord del Duyfken .
Navegant des d'Ambon, a les Índies Orientals Neerlandeses, amb dos vaixells, el iot Pera (comandat per Carstenszoon) i l'Arnhem (comandat per Willem Joosten van Colster),  els vaixells seguiren la costa sud de Nova Guinea, i després es dirigien cap al sud, cap a la Península del Cap York i golf de Carpentària. El 14 d'abril de 1623 superaren el cap Keerweer.  Desembarcant a la recerca d' aigua dolça per a les seves provisions, Carstenszoon es va trobar amb un grup d'aborígens australians i els va descriure com a "persones pobres i miserables" que no tenien "coneixement dels metalls preciosos ni les espècies".
El 8 de maig de 1623 Carstenszoon i la seva tripulació van enfrontar-se a un grup de 200 aborígens a la desembocadura d'un petit riu a prop del cap Duyfken i van desembarcar al riu Pennefather. Carstenszoon va anomenar diversos accidents geogràfics de la costa nord d'Austràlia, com ara el petit riu Carpentier i el golf de Carpentària en honor de Pieter de Carpentier, Governador General de les Índies Orientals Neerlandeses del moment. Carstenszoon va arribar al riu Staaten abans de tornar cap al nord. El Pera i Carstenszoon van tornar a Ambon mentre l'Arnhem creuava el golf de Carpentària, albirant la costa est de la Terra d'Arnhem.
La piràmide de Carstensz, a Irian Jaya, Indonèsia va rebre el seu nom. Carstenszoon va albirar les seves glaceres el 1623, però fou ridiculitzat a Europa quan va dir que havia vist neu a prop de l'equador.